# Kneazivka, Berezne
Kneazivka (în ucraineană Князівка) este un sat în comuna Tîșîțea din raionul Berezne, regiunea Rivne, Ucraina.

## Demografie
Componența lingvistică a localității Kneazivka
     Ucraineană (100%)
Conform recensământului din 2001, toată populația localității Kneazivka era vorbitoare de ucraineană (100%).